# اگوا بونا
اگوا بونا (به اسپانیایی: Agua Buena) یک منطقهٔ مسکونی در پاناما است که در Los Santos Province واقع شده‌است.

## خصوصیات
اگوا بونا ۱٬۱۹۱ نفر جمعیت دارد.